# Hersbruck
Hersbruck é uma cidade da Alemanha, localizada no distrito de Nürnberger Land, no estado de Baviera.
Pertence à rede das Cidades Cittaslow.